# Евфоріон
Евфоріон (грец. Euphorion) — крилатий син Ахіллеса та Єлени. Зевс убив його блискавкою за те, що Евфоріон не відповів взаємністю на його любов.